# (37641) 1994 AO3
(37641) 1994 AO3 est un astéroïde de la ceinture principale d'astéroïdes découvert en 1994.

## Description
(37641) 1994 AO3 a été découvert le 15 janvier 1994 à l'observatoire astronomique d'Ōizumi, situé à Ōizumi, dans la préfecture de Gunma, au Japon, par Takao Kobayashi.

### Caractéristiques orbitales
L'orbite de cet astéroïde est caractérisée par un demi-grand axe de 2,42 ua, un périhélie de 2,04 ua, une excentricité de 0,16 et une inclinaison de 3,65° par rapport à l'écliptique. Du fait de ces caractéristiques, à savoir un demi-grand axe compris entre 2 et 3,2 ua et un périhélie supérieur à 1,666 ua, il est classé, selon la JPL Small-Body Database, comme objet de la ceinture principale d'astéroïdes.

### Caractéristiques physiques
(37641) 1994 AO3 a une magnitude absolue (H) de 14,9 et un albédo estimé à 0,175.